# Beate Kohler-Koch
Beate Kohler-Koch (* 28. Dezember 1941 in Wuppertal) ist eine deutsche Politikwissenschaftlerin.

## Leben
Beate Kohler-Koch studierte an der Universität zu Köln Volkswirtschaftslehre. Sie erhielt  ein Fulbright-Stipendium, das es ihr ermöglichte, an der University of Kansas zu studieren. Sie schloss ihr Diplom in VWL ab und promovierte 1970 in den Fächern Volkswirtschaftstheorie, Finanzwissenschaft und Politikwissenschaft. Von 1967 bis 1969 war sie wissenschaftliche Mitarbeiterin am Forschungsinstitut für Politische Wissenschaft und Europäische Fragen der Universität zu Köln. Zudem war sie von 1969 bis 1973 Direktorin des Bildungswerks Europäische Politik (später: Institut für Europäische Politik) in Köln/Bonn. Von 1972 bis 1990 hatte sie die Professur für Politische Wissenschaft an der Technischen Hochschule Darmstadt. In den Jahren 1977/1978 war sie Gastprofessorin an der Johns Hopkins University, School for Advanced International Studies in Bologna und 1987 am European Institute of Public Administration in Maastricht.
Von 1990 bis Januar 2007 war sie Lehrstuhlinhaberin für Politische Wissenschaft an der Universität Mannheim (seit 1997 Jean Monnet Chair of European Integration). Von 1998 bis 2002 hatte sie eine Gastprofessur am Institut für Höhere Studien in Wien. Bei der Stiftung Wissenschaft und Politik in Ebenhausen hatte sie im Jahr 1999 eine Forschungsprofessur. Zusätzlich ist sie seit 2001 Ehrenprofessorin der Nankai University in Tianjin (Volksrepublik China). Seit 2005 hat sie eine Gastprofessur an der Universität Bremen zum Thema Staatlichkeit im Wandel.
Am 2. September 2008 wurde ihr für ihre Leistungen in der Integrationsforschung der Europäischen Union und für europaweite Wissenschaftsvernetzung die Ehrendoktorwürde der Universität Oslo verliehen.
Kohler-Koch war von 1997 bis 2001 Mitglied des Großen Senats der Universität Mannheim. Sie ist Mitglied der Berlin-Brandenburgischen Akademie der Wissenschaften, des Wissenschaftlichen Beirats der Hessischen Stiftung Friedens- und Konfliktforschung (HSFK) sowie Vorsitzende des wissenschaftlichen Beirats des Zentrums für Europäische Rechtspolitik (ZERP). Außerdem gehört sie zum Herausgebergremium bzw. Wissenschaftlichen Beirat zahlreicher Fachzeitschriften, zum Beispiel bei der Zeitung für Internationale Beziehungen (ZIB) und dem European Journal of International Relations (EJIR). Derzeit ist sie Gastprofessorin am ARENA Zentrum für Europäische Studien an der Universität Oslo.
2022 wurde sie mit dem Lifetime Achievement Award des European Consortium for Political Research (ECPR) für ihr Lebenswerk ausgezeichnet.

## Forschungsschwerpunkte
Gegenwärtige Forschungsschwerpunkte sind unter anderem „Institutionenwandel im Prozess der europäischen Integration“, „Chancen demokratischen Regierens im europäischen Mehrebenensystem“ und „Einbindung von Nichtregierungsorganisationen (NGOs) in die europäische Politikgestaltung“.
Im Bereich von interdisziplinärer und internationaler Forschungsvernetzung ist sie Mitglied des Forschungs- und Trainingsnetzwerks Dynamics and Obstacles of European Governance und sie betreut eine Forschungskooperation mit China.

## Schriften (Auswahl)
- Verbände mit Zukunft? Die Re-Organisation industrieller Interessen in Deutschland (mit Sebastian Fuchs und David A. Friedrich), Wiesbaden 2022.
- Die Entzauberung partizipativer Demokratie (mit Ch. Quittkat), Frankfurt 2011.
- Interessenpolitik in Europa (Hg. mit R. Eising), Opladen 2005.
- Europäische Integration – Europäisches Regieren (Hg. mit T. Conzelmann und M. Knodt), Opladen 2004.
- Europäische Integration (Hg. mit Markus Jachtenfuchs), überarb. Aufl., Opladen 2003.
- The Transformation of Governance in the European Union (Hg. mit R. Eising), London 1999.